# Релігійні уявлення
Релігі́йні уя́влення — складне питання історії стародавнього людства, основане на гіпотезах науковців. Включають політеїстичне вірування предків: фетишизм, анімізм, тотемізм, магія, шаманізм; припускають, що з політеїзму розвинувся монотеїзм. Релігії минулого містять у собі історичну цікавість, але й наповнені вічним та актуальним для даної епохи.

## Проблема походження релігії
Питання походження релігії належить до основних релігіологічних проблем. Від його розв'язання принципово залежать усі інші дослідження, пов'язані з феноменом релігії. Якщо прийняти ідею суто людського походження релігії, то вона розділить долю всіх інших витворів людського розуму чи рук, якщо ж вона є Божою, то її природа, завдання та функції виглядатимуть зовсім інакше.
Проблемою походження релігії почали цікавитися досить пізно - в другій половині XIX ст. Це зрозуміло, оскільки факт існування релігії завжди сприймався як очевидний і від самого початку пов'язувався з існуванням людини, про що свідчать численні передання і традиції, відомі в багатьох релігіях, не лише у первісних. Тому частіше піднімалися питання про функції та роль релігії в людському житті, аніж про її ґенезу. Наука зацікавилася цією проблемою в XIX ст., хоча спорадичні спроби з’ясувати ґенезу релігії були й у попередньому столітті і навіть раніше. Йдеться про раціоналістичні погляди Просвітництва, а також про ідеї Карлоса Кремонінія, Жана Жандуна, Каллімаха і Шарля де Бросса, які висловлювалися на користь людського походження релігії. Але їхні думки стосувалися радше критики християнства як надприродної релігії, ніж проблеми релігії взагалі. Такі погляди пов'язані, з одного боку, зі встановленням факту існування релігії на всіх континентах, а з іншого - з розвитком наук, особливо природничих, та з просвітницькою вірою в природні сили розуму, завдяки яким людина пізнає і пояснює всю дійсність, усе, що колись було таємницею і загадкою. Це мало стосуватися і релігії, тим більше, що для її пояснення, особливо для пояснення її ґенези, почали застосовувати різні природничі теорії.
Аргументи філософської і богословської природи, доводять об'явленне походження релігії.

## Натуралістичні гіпотези походження релігійних уявлень
Натуралістичні погляди на походження релігії можна звести до чотирьох основних груп: природничо-гносеологічні, суспільні, психологічні та еволюціоністські. Погляди різних авторів у рамках окремої групи мають свої особливості й відмінності. З огляду на синтетичний характер цих роздумів не варто входити в детальний аналіз окремих проблем.

### Природничо-гносеологічні гіпотези
До головних представників природничо-гносеологічної течії можна зарахувати Девіда Г'юма, Томаса Гоббса, Фрідріха Ніцше, деяких філософів Просвітництва і багатьох релігієзнавців-марксистів - як радянських, так і польських. На думку мислителів цієї течії, первісна людина була алогічна, і лише в міру розвитку свідомості та з початком використання розуму вона змогла усвідомлювати різні загрози для свого існування з боку неживої і живої природи (наприклад, грози, блискавки, повені, посухи, пожежі, диких звірів, хвороби, епідемії). Вона не знала сил природи, не розуміла законів їхнього функціонування і не мала жодних засобів, щоб над ними запанувати, вона відчувала перед ними страх і жах. Такі безпорадність і невігластво, на думку мислителів, породили перші порухи "умилостивлення" цих сил у молитві. З часом це мало б призвести до їхньої персоніфікації та деїфікації. Отже, людина, за цим поглядом, сама створила собі богів, а релігія виросла з ілюзорного бачення природи, яке базувалося на незнанні та страхові перед нею. Деякі представники цієї течії вважають, що релігія має вмерти природною смертю.
Коли йдеться про психічну реакцію людини на сили і стихії природи, то
ця гіпотеза, здавалося б, має певні риси правдоподібності. Але насправді
це не так, і проти неї можна подати кілька аргументів. Релігія не полягає у
знанні природи та її механізмів; звичайно, в релігії існують правди віри,
що стосуються світу природи (створення світу, людини, Божа опіка над світом), але вони мають не науковий, а винятково релігійний і спасенний характер. Тому релігія не претендує на те, щоб заміняти наукове знання, ані
тим більше на те, щоб "оберігати" людину від його здобування і володіння
ним. Адже воно, якщо є об'єктивним і не переходить меж своєї компетенції,
служить на благо всього людства. А переступаючи ці межі, воно втрачає
свій науковий характер. Природничі науки досліджують окремі аспекти
дійсності, а релігія дає глобальну інтерпретацію, особливо в аспекті походження, сенсу і мети існування, чого не роблять - бо не можуть - суто наукові дослідження.
У цій гіпотезі переплутано нагоду з причиною. Коли зв'язок з Богом, в існуванні якого людина переконана, був перерваний, переживання людиною своєї минущості і екзистенційних небезпек може призводити до оживлення і поглиблення релігійності або до її зміцнення. Отже, ці переживання є не причиною "творити" собі Бога, а нагодою звернутися до Нього.
Якщо б людина вигадала собі Бога, то вона була б переконана в ілюзорності свого звертання до Нього, а релігія не мала б загального поширення і, тим більше, не сягала б спасіння.
Отже, природничо-гносеологічна гіпотеза є довільною і не пояснює критично ґенезу релігії.

### Суспільні гіпотези
Ці гіпотези можна звести до погляду, що релігія є чимось вторинним відносно суспільного життя і є його похідною. В релігії мають значення тільки її зовнішні форми, що служать суспільним цілям. Релігія, хоча є змінною і обумовленою конкретними суспільними потребами і ситуаціями, спричинює, однак, виникнення суспільних груп і суспільства. Релігія виводиться із суспільного життя і його потреб (Еміль Дюркгайм).
Дещо іншу версію походження релігії дають марксисти. Виходячи з діалектичного закону розвитку дійсності, вони стверджують, що в її основі завжди лежить економічно-соціальний базис, який визначає надбудову (до якої належить і релігія). Рушійною силою цього розвитку є боротьба класів. У світлі цих вихідних тез релігія мала б виникнути в результаті зіткнення антагоністичних суспільних груп: верстви бідних із верствою багатих. Багаті й визискувачі, бажаючи безкарно експлуатувати силу бідноти й рабів, створили релігію, яка, з одного боку, віддзеркалювала економічно-суспільні умови, а з іншого - санкціонувала класовий характер суспільства, обіцяючи визискуваним за їхню жертовну і чесну працю нагороду в ілюзорному майбутньому світі. Релігія була б тоді суто людським витвором, вигадкою пануючих класів для захисту власних інтересів, вона б виконувала негативні функції, унеможливлюючи визволення експлуатованих класів. Тому вона має бути елімінована як така, що гальмує суспільний прогрес; у безкласовому суспільстві вона вже не матиме підстав для існування. Релігія мусить зникнути (Людвіг Фейєрбах, Карл Маркс, Володимир І. Ленін). Іншим варіантом цих гіпотез є думка, що релігію видумали священики, аби мати з неї зиск. Економічні причини і спритне маніпулювання психікою некритичних людей мало б бути джерелом релігії.
Суспільні гіпотези також не дають задовільного пояснення ґенези релігії і мають численні недоліки. Вони трактують релігію суто функціонально, повністю оминають її об'єктивну сторону, тобто предмет віри, без якого релігія взагалі не може існувати, оскільки вона є життєвим зв'язком людини з Богом. Усі релігії покликаються на якесь об'явлення, внаслідок чого був нав'язаний контакт людини з трансцендентною Істотою.
Дюркгейм слушно підкреслював соціотворчу роль релігії, хоча перенаголосив на її залежності від суспільно-культурних умов. Але він неслушно виводив релігію із суспільних потреб і відносин. Не можна довести, що якесь суспільство появилося швидше, ніж релігія, як не можна довести й те, що соціотворча роль релігії належить до її первинних завдань. Адже релігія не є справою суто індивідуальною і приватною.
Релігія не може бути знаряддям політики чи суспільних систем. Якщо б так було, то це значною мірою порушувало б її автономію, що й траплялося в минулому.
Наукова критика не сприйняла серйозно думку, що релігію вигадали священики, оскільки вона подібна до твердження, що колію вигадали залізничники. У світлі вищенаведених зауваг суспільні гіпотези ні принципово, ні критично не пояснюють походження релігії, а є лише результатом наперед прийнятих початкових тез.

### Психологічні гіпотези
Представники гіпотез психологічного типу стверджують, що витоки релігії лежать у психологічній динаміці людської особи. В принципі всі варіанти цих гіпотез можна звести до погляду, що людина в різні епохи переживала власну минущість, а також неможливість реалізувати на землі прагнення до повноти щастя (Фейєрбах), робила неправильні узагальнення та проектувала на потойбічний світ свої прагнення до ідеальних цінностей, які згодом «зоб'єктивізувала» і «зантропоморфізувала» у вигляді Бога. Згідно з Ніцше, релігія виростала зі слабкості людської волі. Людина сильної волі не потребує релігії. На його думку, релігія пропагує покору, слабкість, умертвіння та безсенсовну надію на краще життя в майбутньому світі. Релігія є формою незрілого життя людини в усіх його вимірах.
Гіпотези психологічного типу також не розв'язують проблеми ґенези релігії. Як уже зазначалося, кожна релігія покликається на зовнішні факти, які лягли в її основу. Йдеться про об'явлення Бога. Отже, релігія має не іманентне джерело, хоча релігійні акти і переживання мають психологічний аспект.
З огляду на все сказане вище можна стверджувати, що гносеологічно-природничі, соціологічні та психологічні гіпотези не дають критичного й обґрунтованого пояснення походженню релігії. Вони мають довільно вибраний і визначений певною філософською позицією (іноді прихованою) вихідний пункт, що принципово впливає на підхід до релігії та розуміння її ґенези. Крім цього, вони мають суттєві недоліки і не зважають на історичні факти, не кажучи вже про богословські. Трохи по-іншому проблему ґенези релігії пробують розв'язати еволюціоністські гіпотези.

### Еволюціоністські гіпотези
Еволюціоністські гіпотези виникли в другій половині XIX ст. як результат застосування теорії природного і культурного еволюціонізму до пояснення ґенези релігії.
Ці гіпотези виросли з припущення, що на початку історії людства існував безрелігійний (не атеїстичний!) період. Згодом постали певні посередні форми (що їх дуже неоднорідно трактують прихильники цієї гіпотези), які з часом призвели до виникнення політеїзму. А цей через генотеїзм (у момент шанування якогось божества його вважають за єдине і найвище) еволюціонував до монотеїзму. Процес еволюції релігії має призвести до монізму, в якому людина стане сама собі спасителем - автоспасителем.
Якщо ці припущення є назагал спільними для всіх представників цієї течії, то в питанні про перші посередні форми, що провадять від безрелігійного стану до релігійного, і в класифікації окремих ланок цього процесу існує багато розбіжностей. У короткому описі еволюціоністських гіпотез неможливо перелічити всі погляди. Для прикладу розглянемо погляди трьох авторів, яких вважають класиками. Згідно із Джоном Лоббоком першою стадією на шляху до релігії був фетишизм, а наступними - тотемізм, шаманізм, ідолопоклонство, політеїзм, монотеїзм. Тайлор Едвард Барнетт виводив релігію з анімізму, що згодом перероджувався у манізм; подальші етапи розвитку - це: фетишизм, політеїзм, монотеїзм. Герберт Спенсер бачив витоки релігії у манізмі, який через ідолопоклонство, фетишизм і натуризм приводив до політеїзму.
У цих гіпотезах важливими є передусім перші перехідні форми від безрелігійного стану до релігійного. До таких належать: фетишизм, анімізм, манізм.
За вченням еволюціоністів первісні вірування зародилися до 40 тис. років тому — в останній період неандертальської доби. За іншими твердженнями, це сталося значно пізніше — у кроманьйонську добу. Згідно з твердженнями австрійського етнографа, лінгвіста, богослова Вільгельма Шмідта (1868—1954) усі релігії закорінені у так званий первісний монотеїзм, якому були властиві уявлення про єдиного Бога, втілені у фетишизмі, тотемізмі. Виникнення релігійних уявлень зумовлене, з одного боку, способом життя ранньої людини (формування родового суспільства, слабка обізнаність із навколишнім світом, обмежені можливості пізнання його та впливу на нього завдяки виробничій діяльності), а з другого боку, розвитком пізнавальних, мисленнєвих її можливостей, яким уже були властиві, крім спостереження, примітивні абстрагування, фантазія, здатність витворювати образи.
Первісна людина ще не відділяла себе від природи, вірила, що в ній існують таємничі сили, від яких залежать її життя, повсякденні справи, і що на ці сили можна впливати, вдаючись до магічних дій. Саме на цьому ґрунтувалися ранні вірування — своєрідні проторелігії: магія, фетишизм, тотемізм, анімалізм, зоолатрія, анімізм, аніматизм, землеробський культ, шаманство. Деякі з них можна розглянути детальніше.

## Анімізм
Найпоширенішою гіпотезою про первісну форму релігії дотепер, була теорія анімізму. Цей термін був запроваджений англійським антропологом Е. Тайлором у праці «Первісна культура», який досліджував первісні вірування. На його думку, у процесі розмірковування над такими явищами, як сон, хвороба, смерть, переживанням галюцинацій первісна людина почала думати, що в її тілі перебуває душа, яка час від часу залишає його. Пізніше вона дійшла висновку про існування душі після смерті людини, про переселення душ в інші тіла, про потойбічний світ, про те, що предмети навколишнього світу, як і люди, володіють бажаннями, почуттями, волею. Так постала віра в духів сил природи, рослин, тварин, померлих предків, названа анімізмом.
Анімізм (лат. anima —душа, дух) — віра в існування в тілі людини її двійника — душі, від якої залежать її життя, фізіологічний і психологічний стан.
Анімізму властиве приписування якостей двійників матеріальним об'єктам: людському тілу, тваринам, знаряддям праці тощо, з часом процесам: хворобам, війнам, ковальській справі тощо. Це було спричинено тим, що давня людина розглядала об'єкти навколишнього світу, уподібнюючи їх собі, наділяючи їх, відповідно, почуттями, думками, волею. Звідси походить її віра в існування духів могутніх сил природи, рослин, тварин, померлих предків.
Слов'яни менш могутніх двійників називали душами, могутніших — духами. Отже, анімізм є вірою в існування душ і духів.
В анімізмі відбувається подальше роздвоєння світу: світ реальних об'єктів нібито доповнюється світом духовної сутності. У багатьох народів головними двійниками були душі померлих родичів. Тому первісний анімізм ще називають культом предків. У початковому анімізмі двійники уявлялися як інше тіло, невидиме і невідчутне. У багатьох народів побутувала думка, що за певних обставин двійника можна побачити, почути, відчути: уві сні — як відображення, у воді — як тінь. На цій стадії розвитку релігії не існувало уявлення про безтілесну душу, двійники мислились як інша плоть, що має всі речові характеристики: форму, об'єм, вагу, колір, запах.
Оскільки люди уві сні «бачили» й душі померлих, виникло уявлення про безсмертя двійників, яке переросло в уявлення про потойбічне життя. Вважалось, що країна мертвих розташована не на небі, а десь на землі чи під землею. Життя душ уявлялось звичайним продовженням реального життя. В окремих народів існувало уявлення про переселення душ у нові тіла.

## Фетишизм
Фетишизм (від порт, fetico—амулет, зачарована річ ) - це віра у природні явища чи створені речі, які в розумінні первісної людини були наділені таємничою надлюдською силою.
Як спосіб олюднення природи, фетишизм виник у ранньородовому суспільстві. Вперше він був виявлений у XV ст. португальськими моряками в Західній Африці. А першим його описав французький дослідник Шарль де Бросс у праці «Культ богів-фетишів» (1760) на матеріалах вірувань африканських негрів, давніх єгиптян, греків, римлян. Предмети культу, що повинні були або приносити людині щастя (талісмани), або берегти від зла і нещастя (амулети), зафіксовані і в багатьох інших країнах, не тільки африканських. Часто вважали, що статуетки, які зображають божества або духів, є місцем перебування духів, через яких вони допомагають або шкодять людині. Їх також використовували для заклинань, усунення небезпек тощо.
Найновіші етнологічні дослідження показали, що фетиші в первісних народів не мали релігійного характеру, а виконували суспільні функції, які зв'язували і підтримували родові, племінні чи національні традиції (нині такі функції часто виконують герби, прапори, емблеми і т. ін.). Фетиші, попри те, що вони є відомі в багатьох етнічних релігіях, особливо племінних, виникли на базі вже існуючих релігій і в певний спосіб їх спотворювали. Дотепер не доведено, що віра у фетиші існувала перед релігією. Виникнення деяких фетишів можна пояснити прагненням людини ліпше зрозуміти й уявити собі - у матеріальному вигляді - правди віри, які за своєю природою є невидимими. Правдоподібно, що через фетиші спочатку віддавали шану Богові та духам-покровителям. Ґрунтовні дослідження у Сенегалі та Гвінеї показали, що там почитають єдиного найвищого Бога, який "мешкає" в небі, і щойно після нього почитаються різні земні божества, духи предків, героїв, хоча люди вірять і в те, що ці божества і духи предків можуть оселятися у фетишах. Прийнявши, що фетиші у згаданих країнах були первісною формою релігії людства, слід було б стверджувати: якщо не все людство, то принаймні релігія походить від народів, які населяють ці країни, - а це ніяк неможливо довести. Тому не можна стверджувати, що фетишизм був першою формою релігії.
У сучасних релігіях фетишизм зберігся у вірі в талісмани й амулети.

## Тотемізм
Сформувався він у процесі виникнення родового ладу, освоєння первісними людьми полювання і збиральництва як основних видів господарської діяльності. Родовий лад зумовив залежність людини від колективу родичів. А в умовах, коли полювання і збиральництво були основними видами господарювання, людина відчувала свою залежність від тварин. Ця залежність, будучи характерною особливістю раннього матріархату, втілена в тотемізмі. Тварини і рослини, завдяки яким людина забезпечувала своє існування, ставали об'єктами поклоніння, що на перших порах розвитку тотемізму не виключало, а навіть передбачало їх споживання.
Тотемізм (англ. totemism) — віра в надприродну спорідненість груп людей (роду, племені) з певними видами тварин, рослин, явищами природи.
Дещо пізніше в тотемах первісні люди вбачали покровителів роду й племені, захисників, помічників у розв'язанні всіх конфліктів. Тому свої родові колективи вони називали іменами тотемних тварин. Наприклад, родові колективи північноамериканських індійців із племені журавля у XVII ст. мали назви журавля, сома, гагари, ведмедя. А в Австралії наприкінці XVIII — на початку XIX ст. на запитання європейців «Хто ти такий?» — абориген відповідав: «Я — кенгуру» або «Я — личинка комахи». Такими відповідями вони начебто підтримували свій кровний зв'язок з тотемами. Усе це, з одного боку, сприяло формуванню культу предків, а з іншого, спричинило заборону вживати тотем, за винятком ритуальних випадків. Згодом тотемізм сформував цілісну систему заборон — табу, яка стала відчутним регулятором соціальних відносин (наприклад, заборона статевих стосунків між родичами, класифікація їжі — для воїнів, жінок, дітей, літніх людей). До речі, братами і сестрами вважали всіх членів клану одного тотему. Водночас тотемізм відіграв інтегруючу роль, об'єднуючи представників роду, племені довкола визнаного ними тотему.
Спочатку тотемами вважали тільки тварин, які були об'єктом полювання. Пізніше (із збільшенням кількості людських колективів) поклоніння поширилося на решту тварин, а в окремих народів — і на рослини, природні чинники. Наприклад, в австралійців тотемами були собака Дінго, водяна лілея, оливкове дерево, великий камінь, гарячий вітер, дощ, сонце.
Шанування, мабуть, не виключало, а навіть припускало вживання тотемних тварин і рослин в їжу; причому саме цей факт (тобто споживання м'яса тотема) міг наштовхнути на думку про спорідненість людини і його тотема — адже обидва вони кінець кінцем складалися з однієї і тієї ж субстанції. Проте такого роду зв'язки між людьми і тотемами відносяться до глибокого минулого, і побічно про їх існування можуть свідчити лише стародавні перекази.
З часом, у міру зміцнення родової структури, на передній план стало висуватися уявлення про тотемного предка, про тотема як про близького родича, про шлюбні зв'язки між людиною і його тотемним родичем. Нарешті виникло уявлення про реінкарнацію, тобто про можливе перевтілення людини (зокрема, померлого предка) в його тотем і назад. Все це вело, з одного боку, до посилення культу мертвих предків і віри в їх надприродні можливості, а з іншою — до зміни відношення до тотема, зокрема до появи заборон їсти тотема. Виникла система заборон, найважливіший з яких відносився до заборони вживати в їжу тотем, за винятком особливих випадків, коли споживання м'яса тотема носило ритуальний характер. В цих випадках дозволялося убити тотемну тварину і після здійснення спеціальної церемонії дати шматок його м'яса всім присутнім. Обрядовим куштуванням тіла і крові тотема люди ніби посилювали свій споріднений зв'язок.
Тотемізм характеризують дві головні риси. Перша — поклоніння не тотемічним духам, а двійникам тотемів. Воно виявлялося у молитвах (проханнях), танцях, табу, жервопринесення, виготовленні зображень тотемів, спеціальних тотемних святах. Особливим способом поклоніння були обряди уподібнення тотему — прагнення зовні бути схожим на нього. Так, окремі жителі Африки, намагаючись бути схожими на антилопу-зебру, вибивали собі нижні зуби. Друга риса — дозвіл убивати і з'їдати тотема тільки за умови дотримання особливих релігійних обрядів, щоб не нашкодити тотемному духові.
З ритуальної точки зору тотемізм пов'язаний з великим комплектом нерідко довготривалих ритуальних дій. Так, серед австралійських аборигенів поширеним був обряд «інтігіума», покликаний сприяти розмноженню тварин, від чого, вважалось, залежить благополуччя роду.
Тотемізм є елементом усіх сучасних релігій. Особливо відчутний його вплив в індуїзмі, де багатьох тварин, найчастіше — корову, вшановують як священних. Докладно описав тотемізм англійський етнограф Джеймс-Джордж Фрезер у дванадцятитомній праці «Золота парость».
Аналізуючи написане про три типи вірувань виникає безліч питань. Вони бачать у витоках релігії лише суєвірне поклоніння богам, духам, силам, тобто політеїзм, а виникнення монотеїзму відносять до пізнішого часу, пов’язуючи його з виникненням царської влади. Ця теза настільки вкоренилась в головах, що навіть вчені релігійного спрямування мали намір з цим погодитись. Щоб доказати помилковість цієї тези, можна поставити запитання, якими матеріалами користувались автори теорій первісного політеїзму?
Шукаючи відповідь на це питання, можна побачити безліч доказів, які суперечать цим теоріям.
По-перше, Тейлор і Фрейзер оперували матеріалами з «других рук». Вони працювали в своїх кабінетах та були далекі від того світу «первісної культури», який досліджували.
По-друге, європейцям важко зрозуміти китайську музику, жінкам тенденції моди Африки, тобто існують розбіжності між цивілізаціями. Ліпс казав, що недостатньо проводити поверхневі паралелі між випадково зібраними матеріалами. Тільки вчені які багато років провели серед населення, яке вивчають, можуть достовірно описати про їхній побут. Дізнатись щось про релігійні вірування, ще важче, тому, що існує недовір’я туземців до європейців.
Отже, можна виділити декілька перешкод для розуміння релігії якогось відсталого народу європейцями: 1. розбіжність народів; 2. скритість туземців у своїх релігійних віруваннях; 3. недостатня підготовленість дослідників та їхнє погане знання мови цього народу. Названі недоліки спостерігаються у вище названих вчених, тому їхні гіпотези є недостовірними.